# Josef Rotter
Josef Rotter (* 21. Januar 1857 in Gläsendorf bei Mittelwalde, Landkreis Habelschwerdt in der Grafschaft Glatz; † 29. September 1924 in Berlin) war ein deutscher Chirurg.

## Leben
Rotter studierte an der Universität Breslau, der Friedrichs-Universität Halle und der Christian-Albrechts-Universität zu Kiel Medizin. Er führte als erster die radikale Mastektomie zur Behandlung von Brustkrebs in Deutschland durch. Rotter war langjähriger Chefarzt im St.-Hedwig-Krankenhaus in Berlin. Ein Sohn war der Pathologe Werner Rotter.
Josef Rotter entwickelte Ende des 19. Jahrhunderts eine Methode zur radikalen Brustoperation bei Brustkrebs. Als Professor war er davon überzeugt, dass je umfangreicher der Tumor und das gefährdete, angrenzende Gewebe entfernt werden würde, die Heilungschancen des Patienten umso größer seien. Bei dieser Radikaloperation wurden Brustdrüse, die Lymphknoten der Achselhöhle und ggf. auch das Schlüsselbein entfernt. Seine Annahme und Operationstechnik bestimmten die Brustkrebstherapie fast 100 Jahre lang.

## Ehrungen
Zu Josef Rotters Ehren wurde die von ihm erstmals durchgeführte Operationstechnik in der Fachliteratur als „Rotter-Operation“. Im Duden-Wörterbuch der medizinischen Fachbegriffe und Terminologie erfolgte unter diesem Namensbegriff Rotter-Operation ein Eintrag.
Anlässlich des 65. Geburtstages und 31. Dienstjubiläums Rotters wurde eine Ehrenmedaille aus Bronze gestiftet und von O. Wenzel geschaffen. Die Frontseite der Ehrenmedaille zeigt die Büste von Josef Rotter mit dem umlaufenden Text PROF. DR. JOSEF ROTTER – AETATIS LXV – 14. IX. 1921. Die Rückseite zeigt Herakles, mit Keule gegen die Hydra kämpfend, und der umlaufenden Inschrift LABOR OMNIA VINCIT 1890–1921.

## Veröffentlichungen (Auswahl)
- Zur Topographie des Mamma-carcinoms. In: Langenbeck’s Archiv. Band 58, Heft 2, 1899.